# Orešnik
Orešnik je priimek več znanih Slovencev:
- Andrej Orešnik (* 1943), veterinar, govedorejski strokovnjak, univ. profesor
- Birgitta Orešnik Gillenberg (1931–1980), slavistka in prevajalka
- Franc Orešnik (1908–1944/45), duhovnik in mučenec
- Janez Orešnik (1935–2024), primerjalni in splošni jezikoslovec, germanist/skandinavist, univerzitetni profesor in akademik
- Lada Orešnik, gluha režiserka
- Marko Orešnik (* 1992), zdravnik
- Miha Orešnik, novinar, TV voditelj
- Nives Orešnik (* 1991), fotomodel, športnica, vaditeljica, podjetnica
- Sara Orešnik (* 1984), atletinja
- Varja Cvetko Orešnik (* 1947), indoevropska jezikoslovka in univerzitetna profesororica